# Garreta mombelgi
Garreta mombelgi är en skalbaggsart som beskrevs av Antoine Boucomont 1929. Garreta mombelgi ingår i släktet Garreta och familjen bladhorningar. Inga underarter finns listade i Catalogue of Life.